# Centrophoridae
Centrophoridae – rodzina ryb chrzęstnoszkieletowych z rzędu koleniokształtnych (Squaliformes).

## Zasięg występowania
Ocean Indyjski, Ocean Atlantycki i Ocean Spokojny – wody ciepłe i tropikalne.

## Cechy charakterystyczne
Ciało długie i smukłe. Dwie płetwy grzbietowe z rowkowanymi kolcami. Zęby w żuchwie większe od zębów szczęki górnej. Jajożyworodne, zarodki żywią się wyłącznie żółtkiem.
Przebywają głównie w wodach głębokich, niektóre gatunki wiodą przydenny tryb życia. Ich podstawowym pokarmem są ryby.

## Klasyfikacja
Rodzaje zaliczane do tej rodziny:
- Centrophorus Müller & Henle, 1837
- Deania Jordan & Snyder, 1902